# Soual
Soual település Franciaországban, Tarn megyében. Lakosainak száma 2649 fő (2022. január 1.). Soual Cambounet-sur-le-Sor, Lescout, Saint-Germain-des-Prés, Verdalle és Viviers-lès-Montagnes községekkel határos.

## Népesség
A település népessége az elmúlt években az alábbi módon változott:
| Lakosok száma | 2425 | 2495 | 2575 | 2549 | 2573 | 2622 | 2627 | 2638 | 2649 |
|               | 2013 | 2015 | 2016 | 2017 | 2018 | 2019 | 2020 | 2021 | 2022 |